# Ib Wibroe
Ib Wibroe, né le 2 février 1925 à Aalborg au Danemark et mort le 27 août 2005, est un architecte suédois.

## Biographie
Ib Wibroe est né le 2 février 1925 à Aalborg. Il est le fils de Frederik Windel Wibroe et de Bodil Kirsten Nielsen. Il se marie le 9 avril 1952.
Wibroe est diplômé de l'école d'architecture de Copenhague en 1952. Il a travaillé dans l'agence de l'architecte Kaj Stensballe en 1952-1953, dans celle de l'architecte Boo Widén à partir de 1954. Il crée sa propre agence d'architecture en 1959 à Växjö dans le Småland, avec l'architecte Morgens Barsöe.
Il a particulièrement travaillé à Växjö : il y a conçu la caserne de pompiers et le commissariat de police ; en 1971, avec Morgens Barsöe, il y dessiné la zone résidentielle Norra Torparhagen. Avec Henrik Jais-Nielsen, Mats White et Henrik Wibroe, il en a conçu la salle de concert en 1988-1991. 
Il est mort le 27 août 2005.